# Mullvaden kommer till stan
Mullvaden kommer till stan (originaltitel: Krtek ve městě) är en tjeckisk tecknad film från 1982 i regi av Zdeněk Miler. Filmen är knappt 29 minuter lång.
Filmen handlar om den lille mullvaden och hans vänner igelkotten och kaninen som bor i en skog, som en dag plötsligt skövlas. På platsen byggs i rask takt en stad, och de tre djuren försöker anpassa sig till de nya livsvillkoren.